# Stéréospécificité
Une réaction chimique est dite stéréospécifique si des réactifs qui ne diffèrent que par leur stéréochimie sont transformés préférentiellement ou exclusivement en des produits qui ne diffèrent que par leur stéréochimie. 
Si la relation de stéréoisomérie entre les produits est une relation d'énantiomérie, la réaction est dite énantiospécifique.
Si la relation de stéréoisomérie entre les produits est une relation de diastéréoisomérie, on dit que la réaction est diastéréospécifique.

## Exemple
Soit la réaction :
A1 → C1
A2 → C2
où A1 et A2 sont des stéréoisomères de configuration ; la réaction est stéréospécifique si C1 et C2 sont des stéréoisomères de configuration.